# Suleiman Nyambui

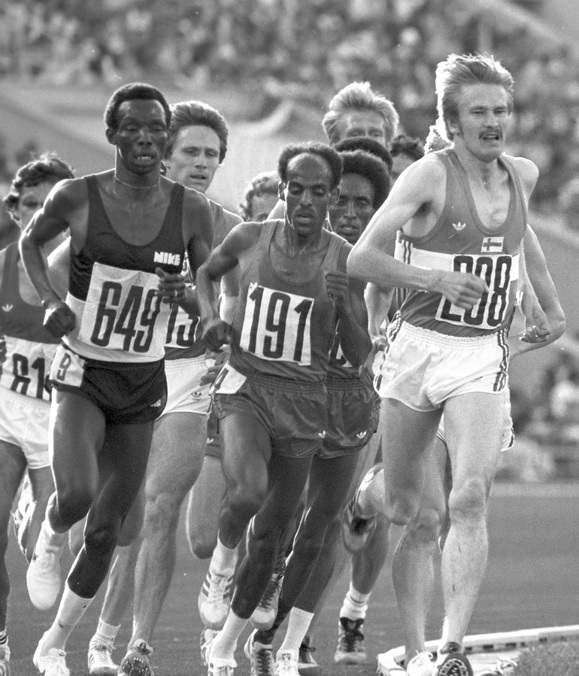
Suleiman Nyambui (649), Miruts Yifter (191), Kaarlo Maaninka (208)

Suleiman Nyambui (* 13. Februar 1953) ist ein ehemaliger tansanischer Leichtathlet, der im 5000-Meter-Lauf 1980 eine olympische Silbermedaille gewann.

## Leben
Nyambui belegte 1974 bei den Commonwealth Games in Christchurch über 5000 Meter in 13:34,91 min den vierten Platz. Vier Jahre später gewann er bei den Afrikaspielen in Algier Bronze in 13:49,60 min. Einen Monat später belegte er bei den Commonwealth Games 1978 in Edmonton den fünften Platz sowohl über 5000 Meter in 13:34,1 min als auch über 10.000 Meter in 28:56,7 min. 1979 lief Nyambui in Stockholm in 13:12,29 min das schnellste Rennen seiner Karriere und war damit Weltjahresbester.
Bei den Olympischen Spielen 1980 in Moskau fing Nyambui im Spurt den Finnen Kaarlo Maaninka ab und wurde mit sechs Zehntelsekunden Rückstand auf den Äthiopier Miruts Yifter Zweiter in 13:21,6 min. Am 6. Februar 1981 lief Nyambui in 13:20,4 min Hallenweltrekord in New York City.
Von 1978 bis 1982 studierte Nyambui an der University of Texas at El Paso. In dieser Zeit gewann er drei Meisterschaften der NCAA über 5000 und vier über 10.000 Meter. In der zweiten Hälfte der 1980er Jahre lief Nyambui bei internationalen Straßenläufen und auf der Marathonstrecke. 1987 und 1988 siegte er beim Berlin-Marathon und war damit der erste Afrikaner, der diesen Wettbewerb gewinnen konnte. Ebenfalls 1988 gewann er den Kasseler Citylauf, den Stockholm-Marathon und die Nacht von Borgholzhausen. 1989 wurde er Fünfter des London-Marathons mit seinem persönlichen Rekord von 2:09:52 h und Zweiter des Hamburg-Marathons. 1990 wurde er Vierter und 1991 Zweiter beim Biwa-See-Marathon.
Bei einer Körpergröße von 1,82 m betrug Nyambuis Wettkampfgewicht 68 kg. Nyambui ist heute Generalsekretär des tansanischen Leichtathletikverbandes Tanzania Amateur Athletic Association.

## Bestzeiten
- 1500 m: 3:35,8 min, 6. Juli 1979, Paris
- 1 Meile: 3:51,94 min, 14. Juli 1981, Lausanne
- 2000 m: 4:59,71 min, 17. September 1978, Schaan
- 3000 m: 7:40,3 min, 27. Juni 1978, Oslo (ehemaliger tansanischer Rekord)
- 5000 m: 13:12,29 min, 18. Juni 1979, Stockholm (ehemaliger tansanischer Rekord)
- 10.000 m: 27:51,73 min, 8. Juli 1981, Stockholm (ehemaliger tansanischer Rekord)
- Halbmarathon: 1:02:13 h, 27. August 1988, Stockholm (ehemaliger tansanischer Rekord)
- Marathon: 2:09:52 h, 23. April 1989, London